# Charlie Utter
Charlie H. Utter, alias Colorado Charlie, est une personnalité de la conquête de l'Ouest et un grand ami de Wild Bill Hickok. Il est né près de Niagara Falls (État de New York) vers 1838 et est mort après 1912.

## Biographie
Charlie Utter a grandi en Illinois, puis est parti à l'Ouest faire fortune. Au cours des années 1860, il a été trappeur, guide et prospecteur au Colorado.
Début 1876, Charlie et son frère Steve prirent un convoi d'une trentaine de chariots de prospecteurs, joueurs, prostituées, à Georgetown (Colorado) pour la ruée vers l'or dans les Black Hills. À Cheyenne (Wyoming), Charlie Utter et Wild Bill Hickok s'associèrent ; ils furent rejoints à Fort Laramie (Wyoming) par
Calamity Jane. Le convoi arriva à Deadwood en juillet 1876. Là, Charlie Utter se lança dans la livraison express entre Deadwood et Cheyenne, facturant 0,25 $ par lettre, et livrant environ 2 000 lettres par voyage toutes les 48 h.
Charlie Utter était un ami proche de Wild Bill Hickok, et le surveillait car il craignait que ses faiblesses pour la boisson et le jeu ne finissent mal. Il n'était cependant pas présent le 2 août 1876, lorsque Wild Bill Hickok fut abattu par Jack McCall au cours d'une partie de poker. Il réclama le corps et plaça un entrefilet dans le journal local, le Black Hills Pioneer : « Died in Deadwood, Black Hills, August 2, 1876, from the effects of a pistol shot, J. B. Hickok (Wild Bill) formerly of Cheyenne, Wyoming. Funeral services will be held at Charlie Utter's Camp, on Thursday afternoon, August 3, 1876, at 3 o'clock, P. M. All are respectfully invited to attend. »
Beaucoup vinrent à l'enterrement. Utter fit placer sur la tombe de Hickock une stèle en bois avec le texte suivant : « Wild Bill, J. B. Hickock killed by the assassin Jack McCall in Deadwood, Black Hills, August 2d, 1876. Pard, we will meet again in the happy hunting ground to part no more. Good bye, Colorado Charlie, C. H. Utter. »
Charlie Utter retourna au Colorado, mais revint à Deadwood en 1879 à la demande de Calamity Jane pour faire inhumer Wild Bill Hickok au cimetière du mont Moriah, dans une Concession funéraire spécialement aménagée et ornée d'un drapeau des États-Unis.
En février 1879, Charlie Utter acheta le Eaves Saloon à Gayville. Il fut condamné pour vente d'alcool sans licence, puis pour la gestion d'un dance hall près de la ville de Lead. Il retourna à Deadwood et assista à l'incendie du 26 septembre 1879. Puisque Deadwood n'était plus une ville de la frontière où l'on peut faire fortune à partir de rien, les victimes de l'incendie, ruinées, partirent. Utter les suivit au Colorado, d'abord à Leadville en février 1880, puis à Durango et enfin ouvrit un saloon à Socorro (Nouveau-Mexique), où l'on perd sa trace.
Cependant sa biographe, Agnes Wright Spring, a retrouvé un Charlie H. Utter au Panama au début des années 1900, où, aveugle, il possédait des drugstores à Panama et à Colón. Il apparaît pour la dernière fois en 1913, et on ne trouve pas trace de ses date ou lieu de décès. Il n'est pas certain que ce Charlie H. Utter soit le même homme, puisque sa date de naissance est 1843, tandis que Colorado Charlie est réputé né en 1838. De même, le Charlie H. Utter de Leadville est né en 1831.

## Apparence
Charlie Utter mesurait 5 pieds et demi (1,65 m).
On raconte qu'il était extrêmement méticuleux dans son apparence, ce qui n'est pas courant pour l'époque. Il était blond, portait les cheveux longs et lâchés et la moustache taillée. Il portait des buckskins (en) sur-mesure à franges, des chemises de lin fin, des mocassins, une large boucle de ceinture en argent et portait une paire de pistolets en or et en argent avec des décorations en perles.
Il n'autorisait personne sous sa tente, même Wild Bill Hickok lorsqu’il était blessé. Il dormait dans les meilleures couvertures qu'il faisait venir de Californie, et portait sur lui des miroirs, des peignes, des rasoirs, etc.
Il était connu pour son habitude étrange de se baigner quotidiennement.

## Culture populaire
Charlie Utter a inspiré le personnage interprété par Dayton Callie dans la série télévisée Deadwood de HBO.